# Cordia buddeloides
Cordia buddeloides es una especie de árbol en la familia, Boraginaceae,  es nativa de Bolivia y Perú.

## Taxonomía
Cordia buddeloides fue descrita por Henry Hurd Rusby y publicado en Memoirs of the Torrey Botanical Club 6(1): 83. 1896.
Etimología
Cordia: nombre genérico otorgado en honor del botánico alemán Valerius Cordus (1515-1544).
buddeloides: epíteto
Sinonimia
- Lithocardium guazumifolium var. santacruzense Kuntze
- Varronia buddleoides (Rusby) J.S. Mill.[3]